# Pedro Martin José Arens
Pedro Martin José Arens (1884 - 1954) fue un botánico, briólogo, curador peruano.

## Biografía
Biólogo, en 1907, se graduó por la Universidad de Bonn (1907); empleado por la Estación Experimental de Java Central en Salatiga de 1908 a 1911; por la Estación Experimental Malang de 1911 a 1921. Posteriormente Director del Departamento de Investigación del 'Rubber Cultuurmaatschappij Amsterdam', en Galang, costa este de Sumatra.

## Algunas publicaciones
- 1918. Guide to the Preparation of Rubber. Communications / Experimental Station Malang, 50 p.

- 1913. Het tappen van de Ceara (Manihot glaziovi) Issue 6 de Mededeelingen van het proefstation malang. Publicó N.V. Jahn's, 32 p.

- 1907. Zur Spermatogenese der Laubmoose. Publicó Druck der P. Hauptmann'schen Buchdr. 35 p.
- La abreviatura «Arens» se emplea para indicar a Pedro Martin José Arens como autoridad en la descripción y clasificación científica de los vegetales.[4]